# Шмидт, Эдуард Оскар
Эдуард Оскар Шмидт (Eduard Oscar Schmidt; 1823—1886) — немецкий зоолог и педагог.

## Биография
Сначала он изучал математику и естественные науки, затем благодаря Христиану Готфриду Эренбергу и Иоганну Петеру Мюллеру перешёл к зоологии. Он преподавал в Йене (с 1848 года), Кракове (с 1855 года), Граце (с 1857 года) и с 1872 года в Страсбурге. Шмидт был одним из первых сторонников учения Дарвина об эволюции и применял его в своих исследуемых областях. 
Его тесная дружба с Эрнстом Геккелем и Францем Унгером, которые занимались исследованиями в Италии на Адриатике, сподвигнули его к обработке губок этого региона. Он написал несколько работ по систематике и эволюции губок (Porifera). В популяризацию естественных наук он также внёс значительный вклад. Так, в 1866 году Шмидт написал том «Niederen Thiere» для «Жизни животных» Брема.

## Избранная библиография
- «Die rhabdocoelen Strudelwürmer (Turbellaria rhabdocoela) des süssen Wassers» (Йена, 1848);
- «Neue Beiträge zur Naturgeschichte der Würmer» (там же, 1848);
- «Handbuch der vergleichenden Anatomie» (Йена, 1849; 8 изд., 1882);
- «Das Mikroskop» (Лейпциг, 1851);
- «Handatlas der vergleichenden Anatomie etc.» (Йена, 1852);
- «Lehrbuch der Zoologie» (Вена, 1858);
- «Zur Entwicklungsgeschichte der Najaden» («Sitz. ber. Wiener Ak. Wiss.», 1856);
- «Die rhabdocoelen Strudelwürmer aus den Umgebungen von Krakau» (там же, 1858);
- «Leitfaden der Zoologie zum Gebrauch an Gymnasien etc.» (Вена, 1860; 4 изд., 1883);
- «Die Spongien des adriatischen Meeres» (Лейпциг, 1862, добавления в 1864 и 1866);
- «Die Spongien der Küste von Algier» (там же, 1868);
- «Brehm’s Thierleben. Die niederen Thiere» (там же, 1860);
- «Grundzüge einer Spongienfauna des atlantischen Gebietes» (там же, 1870);
- «Jahresberichte d. Commission z. Untersuchung d. deutschen Meere. Spongien» (Киль, 1872);
- «Descendenzlehre und Darwinismus» («Internat. wiss. Bibl.», Лейпциг, 1873; 3 изд., 1883);
- «Zur Orientirung über die Entwicklung der Spongien» («Zeitschr. f. wiss. Zool.», 1875);
- «Die naturwissenschaftlichen Grundlagen der Philosophie des Unbewussten» (Лейпциг, 1877);
- «Thierkunde» («Naturwiss. Elementarbücher», Страсбург, 1878);
- «Darwinismus und Socialdemokratie» (Бонн, 1878);
- «Die Spongien des Meerbusens von Mexico» (Йена, 1879—80);
- «Die Säugethiere in ihrem Verhältnis zur Vorwelt» («Intern. wiss. Bibl.», Лейпциг, 1884).